# Платсмут (Небраска)
Платсмут или Платтсмут (англ. Plattsmouth) — город и административный центр округа Касс в штате Небраска в Соединённых Штатах Америки.
Согласно переписи 2020 года население города составляло 6620 человек, что чуть больше, чем было (6502) во время предыдущей переписи 2010 года.

## История
21 июля 1804 года экспедиция Льюиса и Кларка прошла мимо устья реки Платт, к северу от того места, где сейчас находится Главная улица Платсмута (англ. Main Street Plattsmouth).

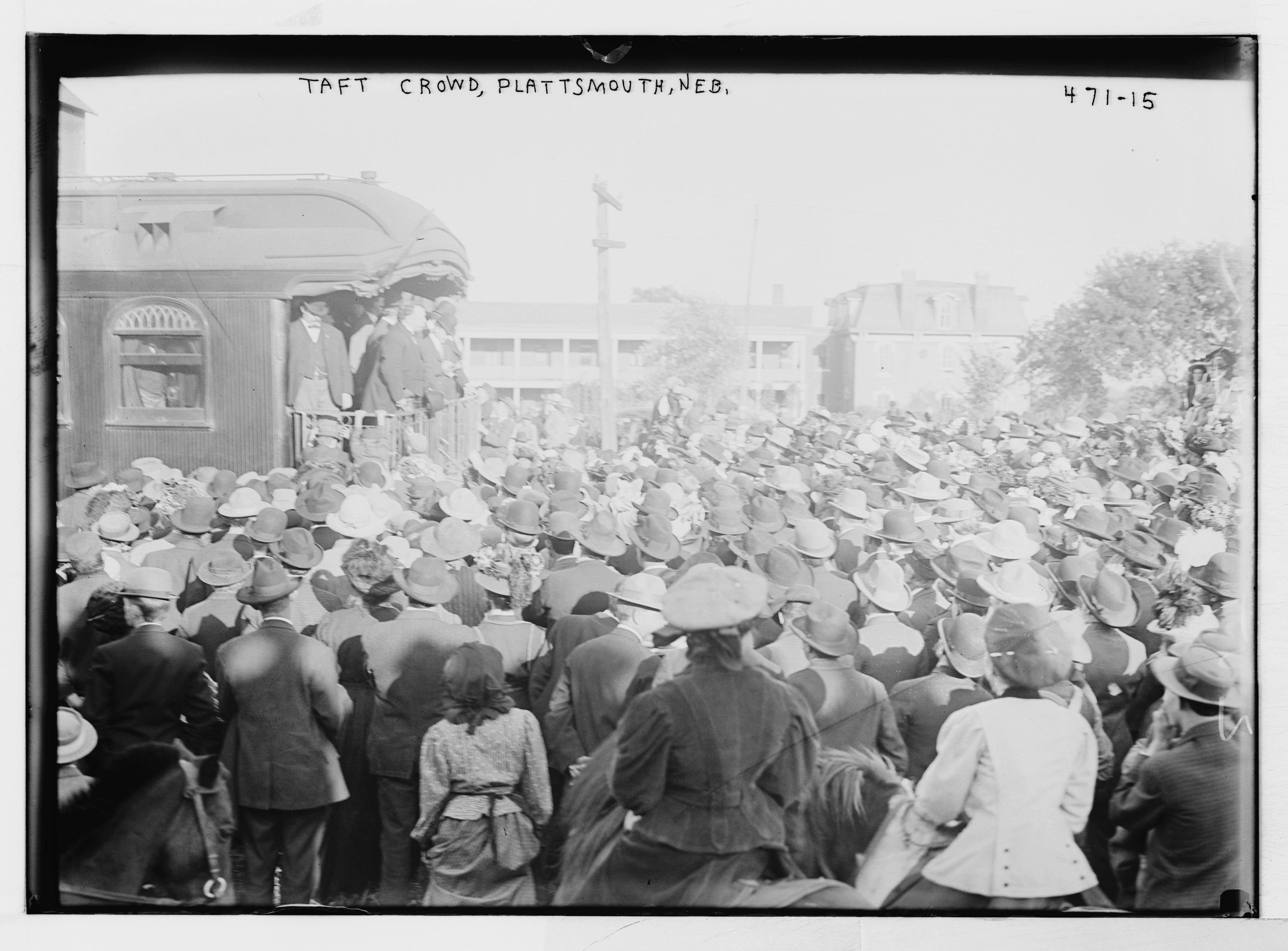
Собрание горожан в 1908 году

Первое постоянное поселение «the Barracks» появилось здесь в 1854 году и представляло собой торговый пост, основанный Сэмом Мартином (англ. Sam Martin), владельцем парома «Платтвилл» Уитли Микелвейтом (англ. Wheatley Mickelwait) и полковником Джозефом Лонгворти Шарпом (англ. Joseph Longworthy Sharp); последний также был известен как адвокат и политический деятель. Сообщество было переименовано в Платсмут из-за его расположения в устье реки Платт, и было включено в реестр 15 марта 1855 года.
Организация города в соответствии с уставом от марта 1855 года выборами в городской совет, который приступил к работе 29 января 1857 года.
В 2011 году город серьёзно пострадал во время сильного наводнения на реке Миссури.

## География
По данным Бюро переписи населения США, общая площадь города составляет 3,11 квадратных миль (8,05 км2), из которых 3,10 квадратных миль (8,03 км2) — это суша и 0,01 квадратных миль (0,03 км2) — водная поверхность.